# 盧比度·羅沙達
盧比度·羅沙達·洛迪古斯（Roberto Losada Rodríguez，1976年10月25日—），生於西班牙維戈，西班牙裔香港足球運動員，司職前鋒，擁有歐洲足球協會專業教練牌照，於2010至11年度香港足球明星選舉橫掃香港足球先生、香港足球明星及最受球迷歡迎球星3個獎項，亦是首名奪得香港足球先生殊榮的傑志球員。
現時為香港超級聯賽球會東方主教練。

## 球員生涯
盧比度生於西班牙維戈，在18歲時為奧維多出戰西班牙甲組聯賽賽事，經過兩季外借到西班牙乙組聯賽球會托萊多及馬略卡。他返回年返回奧維多，成為球隊進攻主力，但球隊在四年內連降兩級。在2003/04年度球季，盧比度轉會華拉度列，雖然在一季中取得職業生涯最高的8個入球，但球隊仍再次降班，而他不久遭遇嚴重受傷，傷後只能間歇性替球隊上陣，狀態亦有所回落。2007年1月，盧比度因傷轉會西乙聯賽球會拉斯彭馬斯，不過狀態仍沒法從重傷5個月後恢復過來，到2007年夏天重回故鄉球會西乙的盧高。
2010年，盧比度首次離開西班牙來香港發展，與同鄉現為香港人的佐迪，丹尼和列斯奧加盟香港甲組聯賽球會傑志，成為香港近季最高級數外援，亦是隊中最高薪酬的球員，季尾更即為傑志相隔47年後重奪球會兼其職業生涯首個聯賽冠軍，開創傑志近五季四奪聯賽冠軍的盛世，而傑志於2011年5月與盧比度續約至2013年5月。
2010至11年度香港足球明星選舉，盧比度橫掃香港足球先生，香港足球明星及最受球迷歡迎球星3個獎項，亦是首名奪得香港足球先生殊榮的傑志球員。2012年5月26日，盧比度在對天水圍飛馬的足總盃決賽扮演極重要角色，因他在加時補時建功為傑志追和3–3，並於互射12碼勝出，而他賽後宣佈踢罷對阿仙奴的表演賽後便退役。2012年7月29日，傑志在賽馬會挑戰盃以2–2賽和英超球會阿仙奴，擔任隊長的他在42分鐘換出，並在離場時他都按捺不住流下男兒淚，賽後，當時的阿仙奴同鄉阿迪達得悉這是盧比度的告別賽後，贈送其球衣給他留念。
2012年7月，盧比度退役後獲現時傑志總教練朱志光邀請復出，註冊甲組的業餘球會大中，到2017年8月轉會同一聯賽球會花花，同時他已決定在香港定居，與同鄉列斯奧、佐迪以及丹尼於在港住滿七年決定放棄西班牙國籍，並申請香港特區護照。

## 教練生涯
2012/13球季，盧比度向傑志及教練提出希望逐步轉型擔任教練，而球會亦讓他先執教傑志足球學校。
2012年7月，盧比度退役後繼續留在傑志，轉任球會助教及U18青年軍教練，同年他在現時傑志總教練朱志光邀請下，與高尼路雙雙復出，註冊甲組的業餘球會大中。2015/16球季，傑志將助教盧比度升任為球隊副主教練，同時兼任傑志足球學院技術總監。
2020年9月，傑志公佈盧比度已經離隊。2020年10月，盧比度加入東方龍獅的教練團。
2021年5月28日，東方龍獅宣布足球隊總監兼主教練李志堅正式卸任球會主教練職務，但維持總監之職，球隊主教練由助教盧比度暫代，帶領球隊出戰亞協盃。
2021年7月1日，東方龍獅宣布正式委任盧比度為球隊主教練。
2024年6月1日，盧比度率領東方戰至加時，以3:2擊敗四強淘汰港超冠軍理文的深水埗，贏得足總盃冠軍，並獲得來季「亞冠」外圍賽入場券。同時，他更獲足總邀請，在2026年世界盃外圍賽亞洲區第二圈賽期擔任「兩場限定」的香港足球代表隊助教，協助原港隊主教練安達臣辭任後的教練團隊。
2024/25球季，在多名主力球員於季中離隊或受傷的情況下，盧比度帶領的東方最後只能以第三名完成聯賽。但是，球隊分別奪得高級組銀牌賽及足總盃冠軍。

## 球場以外
盧比度曾經歷兩段婚姻，但都失敗收場，他與前妻育有一名女兒。
由於盧比度面部特徵像中國人，因而獲到「El Chino」的綽號。在他以球員身份效力傑志時，他常常為球隊攻入重要入球，且球球功架十足，獲球迷以一曲「Chino is Superman」相贈。
2011年，盧比度獲得廣告商垂青，參與拍攝剃鬚刀廣告，亦兼職模特兒。
2013年，盧比度繼香港代表隊隊長陳偉豪後，首次進軍大銀幕，在導演王晶執導的2014年年初賀歲片《賭城風雲》中，擔任巴西黑幫大佬角色，亦是再有香港足球運動員參與拍電影工作。
回顧球員生涯遇過的多位恩師，盧比度認為已故的奧維多教練阿拉干利斯是最偉大，而前傑志同鄉教練甘巴爾都非常重要，不僅在作為球員時深受其影響，甚至成為教練後仍然受惠於他當時的教導。
2018年12月27日，盧比度在香港與女朋友結婚。
2020年3月，盧比度確診新冠肺炎，成為本地球圈內首宗確診個案。

## 演出作品

### 電影
| 劇名     | 角色   | 入圍／獲獎／備註 |
| -------- | ------ | ---------------- |
| 點金勝手 | Dr.Day |                  |

| 電影名   | 角色         | 入圍／獲獎／備註 |
| -------- | ------------ | ---------------- |
| 賭城風雲 | 巴西黑幫大佬 |                  |

## 榮譽
傑志 ( 球員)
- 香港足總盃冠軍（2011–12季度）
- 香港聯賽盃冠軍（2011–12季度）
- 香港甲組聯賽冠軍（2010–11、2011–12季度）

東方 ( 主教練 )
- 香港足總盃冠軍（2023–24季度）
- 香港高級組銀牌冠軍（2024–25季度）

個人
- 香港足球先生（2010–11季度）
- 香港足球明星選舉 最佳十一人（2010–11季度）
- 香港足球明星選舉 最受球迷歡迎球星（2010–11季度）
- 香港足球明星選舉 最佳教練（2022–23、2023–24、2024–25季度）

## 外部連結
- 香港足球總會球員註冊資料 （页面存档备份，存于）
- BDFutbol profile （页面存档备份，存于）
- Futbolme profile （页面存档备份，存于） （西班牙文）
- PlayerHistory profile （页面存档备份，存于）

| 體育角色      | 體育角色                    | 體育角色      |
| ------------- | --------------------------- | ------------- |
| 前任： 羅沙度 | 傑志隊長 2012年1月－7月29日 | 繼任： 朱兆基 |